# Страхиња Булајић
Страхиња Булајић (Никшић, 3. август 1960) јесте геолог и политичар из Црне Горе. Потпредседник је Нове српске демократије и бивши је посланик и потпредседник Скупштине Црне Горе.

## Биографија

### Детињство, младост и пословна каријера
Страхиња Булајић је рођен 3. августа 1960. године у Никшићу, тадашњој НР Црној Гори, те ФНР Југославији. Покојни отац Милутин, је био ратни војни инвалид и наставник српског језика, а мајка, покојна Васиљка, је била учитељица. Изјашњава се као Србин.
Основно и средње образовање је стекао у Никшићу, а касније је дипломирао на Геолошком факултету Универзитета у Београду, Смерови за истраживање лежи[та минералних сировина - Катедра за економску геологију. Ту је и магистрирао и докторирао.
Аутор је, и коаутор, више научних радова, студија, елабората и монографије из области геолошких истраживања, рудничке и економске геологије, управљања квалитетом минералних сировина, геолошких карактеристика лежишта енергетских минералних сировина, изучавања енергетско-економских карактеристика лежишта и различитих фосилних горива и њихове валоризације у енергетске сврхе, термоенергетике и друго.
Био је запослен у Електропривреди Црне Горе, и то у Служби развојних истраживања и Ф.Ц Производња, као главни инжењер за термоенергетска горива, а касније и саветник директора.

### Политичка каријера
Од априла 2009. године је посланик Нове српске демократије у Скупштини Црне Горе.
Једно време је обављао функцију председника Економског савета странке, док од фебруара 2009. године обавља функцију потпредседника. Такође је и члан Главног одбора и Председништва странке.
Дана 17. децембра 2020. године је изабран за потпредседника Скупштине Црне Горе.